# Костыря, Иван Сергеевич
Иван Сергеевич Костыря (укр. Іван Сергійович Костиря; 13 января 1932, Федоровское, Межевский район — 27 августа 2003, Донецк) — советский и украинский писатель, краевед, член Национального союза писателей Украины, лауреат литературной премии имени В. Короленко, премии имени В. Шутова. Заслуженный работник культуры Украины.

## Биография
Родился 13 января 1932 года на хуторе Федоровка (теперь село Федоровское Межевского района, Днепропетровская область, Украина) в семье сельского учителя.
Детство и юность писателя прошли на Донбассе. Окончил Днепропетровскую фельдшерскую школу. Впоследствии учился в Киевском медицинском институте, а по его окончании вернулся в Донбасс.
В 1957—1965 работал в Горловке детским, школьным врачом, врачом скорой помощи, а затем — психиатром.
В 1967 окончил Высшие литературные курсы при Литературном институте им. М.Горького в Москве. Работал в геологической экспедиции, на арктическом ледоколе, затем литературным сотрудником в газетах «Социалистический Донбасс» и «Радянська Донеччина», заведующим отделом русской прозы и поэзии в журнале «Донбасс».
В последние годы жизни жил в Донецке. Умер 27 августа 2003 года в Донецке, где и похоронен на Ново-Игнатьевском кладбище.

## Творчество
Первый рассказ И. Костыри был напечатан во время учебы в институтской многотиражке. Опыт его врачебной практики отразился в повестях :
- Пора новолуний,
- Ночные дежурства,
- Детский доктор,
- Родословной зеркало,
- Врачебная тайна,
- Срочный вызов и др.

Действие его книг разворачивается в Донецком крае. За отображение труда шахтёров в литературе писатель был награждён знаком «Шахтёрская слава» II и III степени.
Писатель является лауреатом литературных премий имени В. Короленко и имени В. Шутова. В 1999 году получил поощрительную премию и диплом Фонда памяти Олексы Тихого за лучшую публикацию в печатных материалов об украинском правозащитном движении в СССР, статья называлась «Донбасс — колыбель правозащитников и патриотов Украины».
За свою жизнь Иван Костыря успел написать и издать около 40 книг для детей и взрослых. Особое место в его произведениях, вышедших в последние годы его жизни, занимала краеведческая тематика. В 2002 году вышла книга «Думы о Донбассе», в которой на языке легенд, преданий, рассказов, баек рассказывается о Донецкой земле, её природе и людях, прошлом и настоящем, и «Слово о Донецком крае» — своеобразная литературная история Донбасса. Последней работой писателя стала книга «Межевская сторона» (2003) о родной Днепропетровщине, где он родился и рос.
И. Костыря — активный участник общественной жизни Донбасса. В 2001 году он обратился к учёным Крымской астрофизической обсерватории, а затем к президенту НАН Украины Борису Патону с предложением присвоить одной из недавно открытых малых планет имя «Донбасс».